# Didier (voornaam)
Didier is een mannelijke voornaam en oorspronkelijk een Franse verbastering van de Latijnse naam Desiderius, wat "de gewenste" betekent.

## Bekende naamdragers

### Voornaam
- Didier Christophe, Frans voetballer
- Didier Deschamps, Frans voetballer
- Didier Drogba, Ivoriaans voetballer
- Didier Reynders, Belgisch politicus
- Didier Malherbe, Frans musicus
- Didier Lockwood, Frans jazzviolist

### Achternaam
- Robert Didier, Frans chirurg en entomoloog (1885 – 1977)
- Laurent Didier, Luxemburgs wielrenner (1984 – )
- Lucien Didier, Luxemburgs wielrenner (1950 – )